# Vânătoare de vrăjitoare
Vânătoare de vrăjitoare este o sintagmă, care poate avea mai multe înțelesuri. 

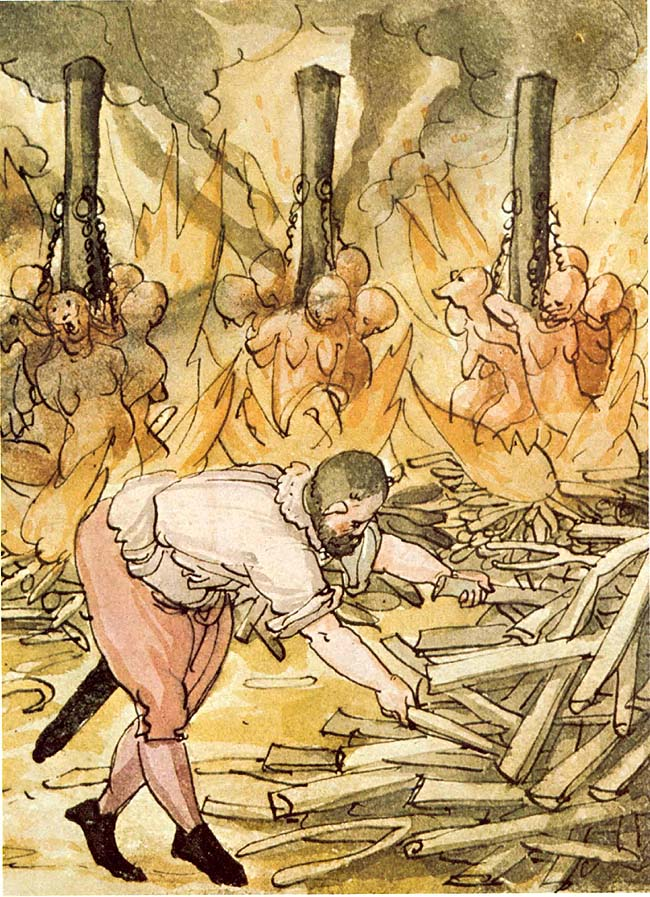
Arderea pe rug a vrăjitoarelor

În mod concret, ea se referă la căutarea de vrăjitoare sau de dovezi de vrăjitorie, dovezi care puteau duce la declanșarea unor procese de vrăjitorie, inițiate de inchiziție. 
De asemenea, termenul vânătoare de vrăjitoare se poate referi la modul figurat la persecutarea unei persoane sau grupuri de persoane percepute ca inamici, de obicei grupuri nonconformiste, indiferent de adevăratele vinovății sau nevinovății. De cele mai multe ori, acestor  persecuții în masă și represalii îndreptate împotriva unui grup de persoane, le cad victime și oameni nevinovați. 
Numeroase culturi ale lumii din toate timpurile au reacționat cu violență la acuzațiile de vrăjitorie, din superstiție, din frică sau din evlavie, ucigând presupușii practicanți ai vrăjitoriei sau pedepsindu-i pentru șarlatanie, exorcism sau escrocherie. În zilele noastre asemenea evenimente sunt recunoscute ca forme ale paranoiei colective.
În Țara Românească și Moldova, Biserica ortodoxă nu a „prigonit” vrăjitoarele, în Transilvania au existat procese, dar acestea erau diferite de cele ale Inchiziției. Aceste acțiuni au fost făcute de către biserica romano-catolică și cea protestantă  in Transilvania. 